# Курионе, Челио Секондо
Челио Секондо Курионе итал. Celio Secondo Curione или Целий Секунд Курион (лат. Coelius Secundus Curio); Чирие, 1503 — Базель, 1569) — итальянский протестант.
После знакомства с произведениями Лютера, Цвингли и Меланхтона принял идеи Реформации и ревностно трудился для распространения протестантских учений в Павии, Падуе, Венеции, Ферраре и Лукке. Был заключен в монастырь, бежал оттуда, а также и из тюрьмы в Турине, затем 3 года был профессором в Павии, защищаемый студентами от инквизиции. Вынужденный бежать, он читал лекции в Лукке в колледже Петра Вермильи, а в 1543 переселился в Швейцарию, где ему было поручено управление Лозаннской академией. С 1547 он был профессором в Базеле.
Его главный труд: «Christianae religionis institutio» (1549); в нём ни разу не упоминается троичность лиц Божества, в результате чего Курионе считается антитринитарием. Другая его книга: «De amplitudine beati regni Dei libri duo» (1554) написана в доказательство того, что число избранных больше числа осуждённых; это учение вызвало много опровержений, равно как и утверждение его о возможности спасения для не слыхавших евангелия. Много изданий выдержал его памфлет против римской церкви: «Pasquilli ecstatici» (без обозначения года и места), переведённый на многие языки.

## Труды
- Il Pasquinio in estasi, 1545 (?)
- Christianae religionis institutio, 1549
- De amplitudine beati regni Dei, Jean Oporin, Basilea, 1554